# Claudine Auger
Claudine Auger, född 26 april 1941 i Paris, Frankrike, död 18 december 2019 i Paris, var en fransk skådespelerska. 
Auger vann skönhetstävlingen Miss Frankrike 1958. Hon studerade vid Paris dramakonservatorium. Auger hade sedan en rad roller i såväl franska som internationella filmer. Hon är mest känd för sin roll som Domino i James Bond-filmen Åskbollen från 1965. 
Bland övriga filmer märks debuten i rollen som Minerva i Le Testament d'Orphée (1960) och rollen som Sybil i The Bermuda Triangle (1978).